# UFC 173
UFC 173: Barão vs. Dillashaw fue un evento de artes marciales mixtas celebrado por Ultimate Fighting Championship el 24 de mayo de 2014 en el MGM Grand Garden Arena en Las Vegas, Nevada.

## Historia
La pelea por el Campeonato de Peso Medio entre el actual campeón Chris Weidman y el contendiente número uno Vitor Belfort estaba programada para encabezar el evento. Sin embargo, el 27 de febrero, la Comisión Atlética del Estado de Nevada prohibió oficialmente la terapia de reemplazo de testosterona (TRT) de los deportes de combate. Belfort, quien ha admitido el uso de este tipo de tratamiento, se vio obligado a retirarse de la pelea y dijo: "En vista de las limitaciones de tiempo entre ahora y mi próxima pelea propuesta en mayo, he decidido en esta ocasión no solicitar una licencia para pelear en Nevada."
El evento principal fue cambiado rápidamente cuando el ex Campeón de Peso Semipesado de UFC Lyoto Machida interviniera para hacer frente a Weidman por el título en el evento principal. Sin embargo, el 24 de marzo, el UFC anunció que Weidman había sufrido una lesión en la rodilla y que se organizaría una nueva pelea titular. La defensa del título de Weidman contra Machida fue trasladada a julio en UFC 175.
Tras el anuncio de que la pelea Weidman/Machida había sido trasladada, la pelea por el Campeonato de Peso Gallo entre Renan Barão y Rafael Assunção serviría como evento principal. Sin embargo, Assunção optó por declinar la pelea por una lesión en las costillas sufrida en su última pelea en UFC 170. Barão finalmente se enfrentó a T.J. Dillashaw en el evento principal. Como resultado, el oponente original de Dillashaw en el evento, Takeya Mizugaki, se enfrentó a Francisco Rivera.
La pelea entre Dan Henderson y Daniel Cormier, brevemente vinculada a UFC 175 se trasladó a este evento para reforzar la tarjeta.
La pelea entre los entrenadores de The Ultimate Fighter: Brazil 3 Chael Sonnen y Wanderlei Silva se vinculó brevemente a este evento. Sin embargo, la pelea se trasladó dos veces -siendo la primera el 31 de mayo de 2014 en UFC Fight Night: Miocic vs. Maldonado, y ahora para el 5 de julio de 2014 en UFC 175.
Se esperaba que Chris Holdsworth se enfrentara a Kyung-ho Kang en el evento. Sin embargo, Kang se retiró de la pelea y fue reemplazado por Chico Camus.

## Resultados
1. ↑  Por el Campeonato de Peso Gallo de UFC.

## Premios extra
Cada peleador recibió un bono de $50,000.
- Pelea de la Noche: Renan Barão vs. T.J. Dillashaw
- Actuación de la Noche: T.J. Dillashaw y Mitch Clarke